# Eastern Color Printing
L’Eastern Color Printing Company (Société d'impression en couleur de la Côte Est) est un imprimeur américain basé à Waterbury dans le Connecticut fondé en 1928 et disparu en 2002. Il a également été de 1934 à 1955 une maison d'édition de comic books centrée sur le titre Famous Funnies, généralement considéré par les historiens de la bande dessinée américaine comme le premier comic book.

## Documentation
- (en) Eastern Color sur la Grand Comics Database.
- (en) Mike Benton, « Easter Color Printing Company (Famous Funnies, Columbia Comics) », The Comics Book in America. An Illustrated History, Dallas : Taylor Publishing Company, 1989, p. 111-112.